# 尖閣神社
尖閣神社（せんかくじんじゃ）は、沖縄県石垣市桴海にある神社である。2000年（平成12年）に尖閣諸島の魚釣島に創建され、2019年（平成31年）に石垣島の現在地に遷座した。
祭神は、伊勢神宮から勧請した天照大御神及び日本武命。

## 沿革
尖閣諸島の鎮護と東シナ海を航行するすべての船舶の安全を願い、2000年（平成12年）4月20日に魚釣島（沖縄県石垣市字登野城〈現：登野城尖閣〉2392番地）に創建された。尖閣神社創建の事業は日本青年社の主導で行なわれ、木造の祠が建設された。創建に際しての神事は、戦後では初めて魚釣島に神職が上陸して斎行された。毎年、日本青年社が島内の2箇所に建設した灯台の点検整備のため魚釣島を訪れる際、例祭ならびに船舶航行安全祈願祭が行なわれている。2基の灯台のうち、魚釣島灯台は日本青年社が所有権を放棄して政府に寄贈したため、現在では海上保安庁が管理する国有財産として登記され、海図にも記載されている。
2004年3月24日、中国人活動家7人が日本の領海を侵犯し魚釣島に上陸。沖縄県警察の取り調べや実況見分により、神社の祠に壊された形跡があることが明らかになった。日本青年社は、祠等の現状調査のため魚釣島上陸を目指したが、海上保安庁により石垣港からの出港を差し止められた。
その後一旦再建されるも、2008年（平成20年）に再び祠が破壊され、それ以降は社がない状態であった。2019年（平成31年）になり、石垣島北西部の石垣市桴海に移設・再建され、2月17日に奉祝祭が執り行われた。新しい神社は、正面から見て本殿の約160キロメートル先に魚釣島を望む位置関係にある。また、奥宮には修復された祠が納められている。

## 交通
- 沖縄県道79号石垣港伊原間線で石垣港方面から、吹通川のヒルギ群落・石川農園手前の案内板を右折[6]。